# Texola perse
Texola perse är en fjärilsart som beskrevs av Edwards 1882. Texola perse ingår i släktet Texola och familjen praktfjärilar. Inga underarter finns listade i Catalogue of Life.